# Карцано
Карцано (итал. Carzano) — коммуна в Италии, располагается в провинции Тренто области Трентино-Альто-Адидже.
Население коммуны составляет 500 человек (2008 г.), плотность населения составляет 500 чел./км². Занимает площадь 1 км². Почтовый индекс — 38050. Телефонный код — 0461.
Покровительницей коммуны почитается Пресвятая Богородица, празднование 5 августа.

## Демография
Динамика населения:

## Администрация коммуны
- Официальный сайт: